# Compsophorus crassispina
Compsophorus crassispina är en stekelart som först beskrevs av Cameron 1901.  Compsophorus crassispina ingår i släktet Compsophorus och familjen brokparasitsteklar. Inga underarter finns listade i Catalogue of Life.